# Matthias Christian Baumann
Matthias Christian Baumann (* 29. April 1740 Annweiler; † 19. Januar 1816 Zweibrücken) war ein deutscher Klavierbauer. Auf zwei seiner Tafelklaviere hat Wolfgang Amadeus Mozart gespielt. Eins kam 1958 wieder nach Zweibrücken und ist restauriert seit 2003 wieder zu bespielen.

## Leben
Die Familie Baumann waren pfälzische Orgelbauer. Für den Vater Johann Carl Baumann (1714–1794) ist der Bau von dreizehn Orgeln nachzuweisen. Baumann erlernte in der väterlichen Werkstatt das Handwerk des Orgel- und Klavierbauers. 1766 erhielt er das Bürgerrecht in Zweibrücken und den Titel eines Pfalz-Zweibrückischen Hoforgelbauers. Ein Jahr später heiratete er Anna Elisabetha Isemann. Um das Jahr 1782 hat es neben Baumann noch einen weiteren Klavierbauer in der Residenzstadt Zweibrücken gegeben. Nürnberg gilt als weiterer Wirkungsort von Baumann. Das Germanische Nationalmuseum in dieser Stadt ist im Besitz eines Baumann-Klaviers.
In einem Brief bat Mozart seinen Vater Leopold am 31. August 1782 ein Klavier bei Baumann in Zweibrücken zu bestellen: Ich weiß den Namen des Claviermachers in Zweybrücken nicht mehr, und da wollte ich Sie gebeten haben, eins bey ihm zu bestellen. – es müsste aber in Zeit eines Monats oder längstens 6 Wochen fertig seyn; und der nemliche Preis …. Dieses Klavier befindet sich heute im Museum Carolino Augusteum in Salzburg.

## Das Klavier im Museum der Stadt Zweibrücken
Ein weiteres Tafelklavier aus der Werkstatt Baumanns wurde 1958 für das im Wiederaufbau befindliche Museum der Stadt Zweibrücken erworben. 2003 wurde es vom lettischen Klavierbauer Viesturs Ilsums aus Riga restauriert. Das Material ist Nussbaumholz und Metall. Die Klaviatur hat eine Hammertechnik. Die Maße sind 79 × 152 cm × 48,5 Zentimeter. Es stammt aus dem Besitz von Mozarts Gönnerin Martha Elisabeth von Waldstätten (1744–1811). Da von Waldstätten zum Freundeskreis der Mozarts gehörte, nehmen Fachleute an, dass Mozart auch auf diesem Klavier gespielt hat.
Es waren bis vor kurzem nur 8 Baumann-Tafelklaviere bekannt, aber die neue Forschung Christopher Clarkes gibt uns wertvolle, bis heute kaum bekannte Information über etwa 20 Baumann-Tafelklaviere, von denen man weiß.
Ein Tafelklavier befindet sich in der Sweelinck-Sammlung, Museum Geelvinck in Amsterdam. Zwei Tafelklaviere von Baumann befinden sich in der Sammlung historischer Tasteninstrumente von Pooya Radbon. Bis heute ist uns kein einziger Hammerflügel von Baumann bekannt.